# Catalpa brevipes
Catalpa brevipes là một loài thực vật có hoa trong họ Chùm ớt. Loài này được Urb. mô tả khoa học đầu tiên năm 1927.